# Справжня мужність (фільм, 2010)
«Справжня мужність», варіант перекладу назви — «Залізна хватка» (англ. True Grit) — вестерн 2010 року написаний та знятий братами Коен. Це друга адаптація однойменної новели Чарльза Портіса 1968 року, яку раніше знято в 1969 з Джоном Вейном. У фільмі знімались Гейлі Стайнфельд як Метті Росс, та Джефф Бріджес як маршал Рубен Дж. «Півень» Коґбурн, разом з Меттом Деймоном, Джошем Броліном, та Баррі Пеппером.

## Синопсис
Метті Росс, чотирнадцятирічна дівчинка, залишає свій будинок, щоб знайти й покарати вбивцю батька, — волоцюгу і розбійника, на ім'я Том Чейні. Приїхавши в місто, вона дізнається, що Чейні зник на індіанській території, де немає закону і до того ж господарює банда якогось Неда Пеппера на прізвисько «Щасливчик». Це не зупиняє Метті: розпродавши залишки батьківського майна, вона наймає для пошуків Рубена Когберна — одноокого федерального маршала на прізвисько «Забіяка» і вирушає в небезпечний шлях...

## У ролях
| Актор            | Роль                     |
| ---------------- | ------------------------ |
| Гейлі Стайнфельд | Метті Росс               |
| Джефф Бріджес    | маршал Рубен Когберн     |
| Метт Деймон      | техаський рейнджер Лабаф |
| Джош Бролін      | Том Чейні                |
| Баррі Пеппер     | Нед «Щасливчик» Пеппер   |
| Донал Глісон     | Мун                      |
| Пол Рей          | Еммет Квінсі             |
| Джонатан Сіммонс | адвокат Дж. Нобел Даггет |